# Card girgoler
El card girgoler, carcanical, card sant, cardot petit, panical femella, espinacard, herba de la parrella, panical campestre o centcaps (Eryngium campestre) és una espècie de planta amb flors del gènere Eryngium i de la família de la pastanaga (Apiàcia). Es tracta d'una planta herbàcia vivaç on (sobre la soca o les arrels) hi pot créixer la gírgola de panical un bolet molt cercat i apreciat. A les seves fulles s'hi fa una concrescència per l'acció d'un paràsit anomenat Euleia heraclei.

## Distribució
Es troba a la conca del Mediterrani fins al Caucas i d'Europa central fins als Països Baixos, és rar a les illes Britàniques. Es fa en camins, camps abandonats, i pastures sobrepasturades (els ramats no se la mengen i aleshores prospera sobre les altres plantes).

## Morfologia
Planta espinosa, però no pilosa, amb arrel molt llarga i bastant engruixida. A la primavera apareixen les fulles i a la tardor la part aèria es trenca i pot ser emportada pel vent. La tija és erecta i pot arribar a fer 70 cm d'alt. Les fulles estan cobertes d'espines i dividides en lòbuls. Floreix en un capítol de finals de primavera a l'estiu, quan en els ambients de clima mediterrani hi queden poques flors, la pol·linitzen molts insectes. El seu fruit és un aqueni transportat pel vent (anemocòria).

## Usos
Antigament es considerava l'arrel com a planta medicinal a la que se li atribuïen tota mena de propietats des de filtre amorós a remei contra les infeccions urinàries. També s'havien utilitzat les arrels, endolcides, com a llaminadura mentre que bullides i torrades eren una hortalissa. Conté olis essencials, saponines i tanins.